# Andronicus din Rhodos
Andronicus din Rhodos (circa 70 îdC) a fost un editor, gânditor și filozof grec, care a trăit la Roma. Andronicus a fost unul dintre peripateticienii timpului său. Este mai ales cunoscut ca un editor de calitate al operelor lui Aristotel și Teofrast, pentru care a folosit materialele originale ale gânditorilor furnizate de Tyrannion.
Înainte de editarea operelor lui Aristotel de către Andronicus, Dialogurile lui Aristotel erau extrem de cunoscute, dar tratatele sale erau total ignorate datorită necunoașterii lor. Din această perspectivă a restituirii, munca de editor a lui Andronicus a fost extraordinar de importantă. În afara editării și publicării tratatelor gânditorului grec, Andronicus, ca orice editor de valoare, a adaugat note, comentarii și parafrazări.
Se consideră astăzi că originea cuvântului metafizică, ca domeniu distict al filozofiei, i s-ar datora lui Andronicus care a denumit tratatele lui Aristotel, publicate de el, sub termenul general generic de Metafizica. Se pare că intenția lui Andronicus în alegerea titlului ar fi fost aceea de a atrage atenția asupra publicării postume a unor opere practic necunoscute publicului ale lui Aristotel, marcând faptul că acestea ar fi fost publicate după cele publicate antum.
Două din lucrările lui Aristotel (Despre emoții și Comentariile lui Aristotel la tratatul despre etică), publicate de Andronicus, au fost atribuite în mod eronat lui Andronicus de către Constantin Palaeocappa și/sau de către Ion Callistus din Salonic.